# Itunge
Itunge ist ein Verwaltungsbezirk (Ward) des Distrikts Kyela in der tansanischen Region Mbeya.

## Geografie
Itunge ist ein Bezirk im Südwesten von Tansania. Er ist ein Stadtteil im Osten der Distrikthauptstadt Kyela. Die Fläche des Bezirks beträgt 12,82 Quadratkilometer und bei der Volkszählung 2022 lebten hier 10.434 Menschen in 2636 Haushalten.

## Gliederung
Der Bezirk besteht aus vier Orten (Kitongoji):
- Mundekesye
- Itunge Mashariki
- Itunge Kaskazini
- Itunge Kati